# Casa e Capela de Santo António
A Casa e Capela de Santo António é um conjunto histórico localizado em Albergaria-a-Velha, na atual freguesia de Albergaria-a-Velha e Valmaior, no Município de Albergaria-a-Velha, no Distrito de Aveiro, em Portugal.
O conjunto econtra-se classificado como Imóvel de Interesse Público desde 2014.

## História
Foi edificada no final da década de 1730, pelo Capitão Dr. João Ferreira da Cruz. Por essa época, compreendia uma vasta quinta, significativamente maior do que os terrenos adjacentes que possui nos dias de hoje.
Em 1967 foi adquirida por um empresário que a adaptou interiormente para indústria de confecções, preservando somente a fachada, a capela e algumas divisões.
Em 2013 a zona habitacional e o pátio interior sofreram novamente profundas obras de adaptação e construção de novos edifícios adjacentes à casa, sendo nos dias de hoje um Lar de 3ª Idade.

## Características
Trata-se de um exemplar de arquitetura civil, de estilo provincial. Na fachada, de estilo barroco, distinguem-se três zonas, divididas por pilastras toscanas: o sector habitacional; o portão principal, que conduz a um pátio interior; e a capela privativa.
O sector habitacional, ao nivel da fachada principal, é composta por cinco vãos em ambos os pisos. O portão nobre é de entablamento direito, sobreposto por pináculos, e por um escudo liso, ao centro, ladeado por duas aletas. A capela, de nave única e Capela-Mor é de construção posterior à casa, estando datada de 1750.